# 二重経済モデル
二重経済モデル（にじゅうけいざいモデル、英: dual-sector model）とは、途上国を農村部と都市部との2つの部門に分け、労働力の遷移から経済成長を説明する開発経済学のモデル。イギリスの経済学者、アーサー・ルイスが考案したことからルイスモデル（Lewis model）とも称される。

## 歴史
アーサー・ルイスが1954年に執筆した論文『労働力の無制限の供給と経済発展』（Economic Development with Unlimited Supplies of Labor）の中で初めて言及。同年5月に『マンチェスター学派』誌に掲載されると、当時黎明期にあった開発経済学の分野に大いに貢献することとなる。

## 理論
伝統的な農業部門からの余剰労働力を現代的な工業部門が吸収することで、工業化並びに持続的な発展が促されるという理論である。このモデルでは、伝統的な農業部門が労働集約型産業であることから、低賃金や豊富な労働力、そして低生産性に特徴付けられている。
また、これとは対照的に、現代的な工業部門は農業部門よりも賃金や限界生産力が高く、労働力に対する需要も大きい。その上、資本集約型産業で利潤が再投資されるため、投資や資本形成が恒常的に可能である。
その結果、農業、工業各部門における賃金格差から、余剰労働力は高賃金を求めて常に農業部門から工業部門へと流れる。こうして多くの労働者が農業部門から工業部門へと移動すると、誰であるかに関係なく福利厚生や生産性が改善されるわけである。
労働力が追加投入されることにより工業生産が増える一方で、農業生産全体は変わらないものの、追加的労働力は製造業での限界生産力や賃金を押し下げる方向にも働く。こうして事実上農業、工業両部門における賃金率は平準化され、製造業の生産性や賃金が下降する一方で農業の生産性や賃金は増加する。工業部門では労働者が最早金銭によるインセンティブを持ちえなくなるため、これ以上の拡大は起こらない。

## 批判
二重経済モデル理論は、余剰労働力が農村部での技術革新でも労働強化でも発生するという現実を無視しているとの批判が存在する。また、経済合理性や完全情報、産業における無限の資本形成を想定しているが、現実には存在しない（これは経済学の理論全体に言えることであるが）。

## 理論の妥当性
シンガポールにおいては当てはまるものの、皮肉なことにルイスの母国であるセントルシアでは妥当性を持ち得ない。